# 유엔 국제 무역법 위원회 국제 상사 중재 모델법
유엔 국제 무역법 위원회 국제 상사 중재 모델법 또는 UNCITRAL 국제 상사 중재 모델법(UNCITRAL Model Law on International Commercial Arbitration)은 UNCITRAL이 작성한 모범법이다. 이 모범법은 조화로운 국제 경제 관계의 발달에 기여하기 위하여 서로 다른 법적, 사회적, 경제적 체계를 가진 나라들이 받아들일 수 있는 국제무역법을 만들기 위한 입법작업의 일환으로 UN 국제 무역법 위원회는 "국제무역법의 점진적 조화와 통일의 추진"을 목표로 1981년 "국제상사중재에 관한 표준법초안"의 임무를 부여 받은 후 수차의 회기를 거치고, 국제상사중재에 관한 여러 중재기관과 개인적으로 참여한 전문가들의 자문을 얻은 끝에, 1985년 6월 21일 동 위원회 제18차 연차 총회에서 "UNCITRAL 표준국제상사중재법"을 공식 채택한 바 있고 동년 12월 UN총회에서 UN권고 결의안으로 채택되었다. 동 표준법의 목적은 국제상사중재를 위한 특별법을 마련하는데 있으며, 따라서 이를 채택하는 국가에 있어서 그것이 중재에 관한 모든 국내법에 우선하여 적용될 것을 기대하고 있다. 2006년에 개정되었고, 현재는 임시 조치에 관한 세세한 규정들을 포함하고 있다.

## 영향
국제 상사 중재 모델법은 구속력이 있는 것은 아니지만, 개별 국가들은 자국법에 모델법을 집어넣어 채택하기도 한다. (예를 들면, 오스트레일리아는 1974 국제 중재법을 수정하면서 국제 상사 중재 모델법을 포함시켰다.)
국제 상사 중재 모델법은 영어와 프랑스어로 발간된다. 현재는 6개의 유엔 공식 언어로 모두 번역되어 발간된다.
UNCITRAL '국제 상사 중재 모델법'(1985)과 UNCITRAL '중재 규칙'(Arbitration Rules)은 분명한 차이가 있음을 주지해야 한다. UNCITRAL 공식 웹사이트에서는 다음과 같이 이 둘의 차이를 설명하고 있다.
| “ | UNCITRAL 국제 상사 중재 모델법은 각국 정부의 입법자가 중재에 관한 자국법의 일부로서 채택할 수 있는 패턴을 제공한다. 반면에, UNCITRAL 중재 규칙은 분쟁 발생 시 분쟁 당사자들 사이의 분쟁을 해결하기 위한 중재를 통제하기 위해서 당사자들에 의해 선택된다. 간단히 말해서, 모델법은 국가를 위한 것이고, 중재 규칙은 잠재적 또는 실제적 분쟁 당사자들을 위한 것이다. | ” |

## 같이 보기
- UNCITRAL 중재 규칙(원문)